# Metalectra contactoides
Metalectra contactoides är en fjärilsart som beskrevs av Dyar 1914. Metalectra contactoides ingår i släktet Metalectra och familjen nattflyn. Inga underarter finns listade i Catalogue of Life.